# 쌍대 유한 집합
집합론에서 쌍대 유한 집합(雙對有限集合, 영어: cofinite set) 그 여집합이 유한 집합인 부분 집합이다.

## 정의
집합 {\displaystyle S}의 부분 집합 {\displaystyle A\subset S}의 여집합 {\displaystyle S\setminus A}가 유한 집합이라면, {\displaystyle A}를 쌍대 유한 집합이라고 한다. 즉, 쌍대 유한 집합은 어떤 유한 개의 원소들을 제외한 모든 원소들을 포함하는 부분 집합이다.

## 같이 보기
- 쌍대 가산 집합